# 維索薩 (米納斯吉拉斯州)

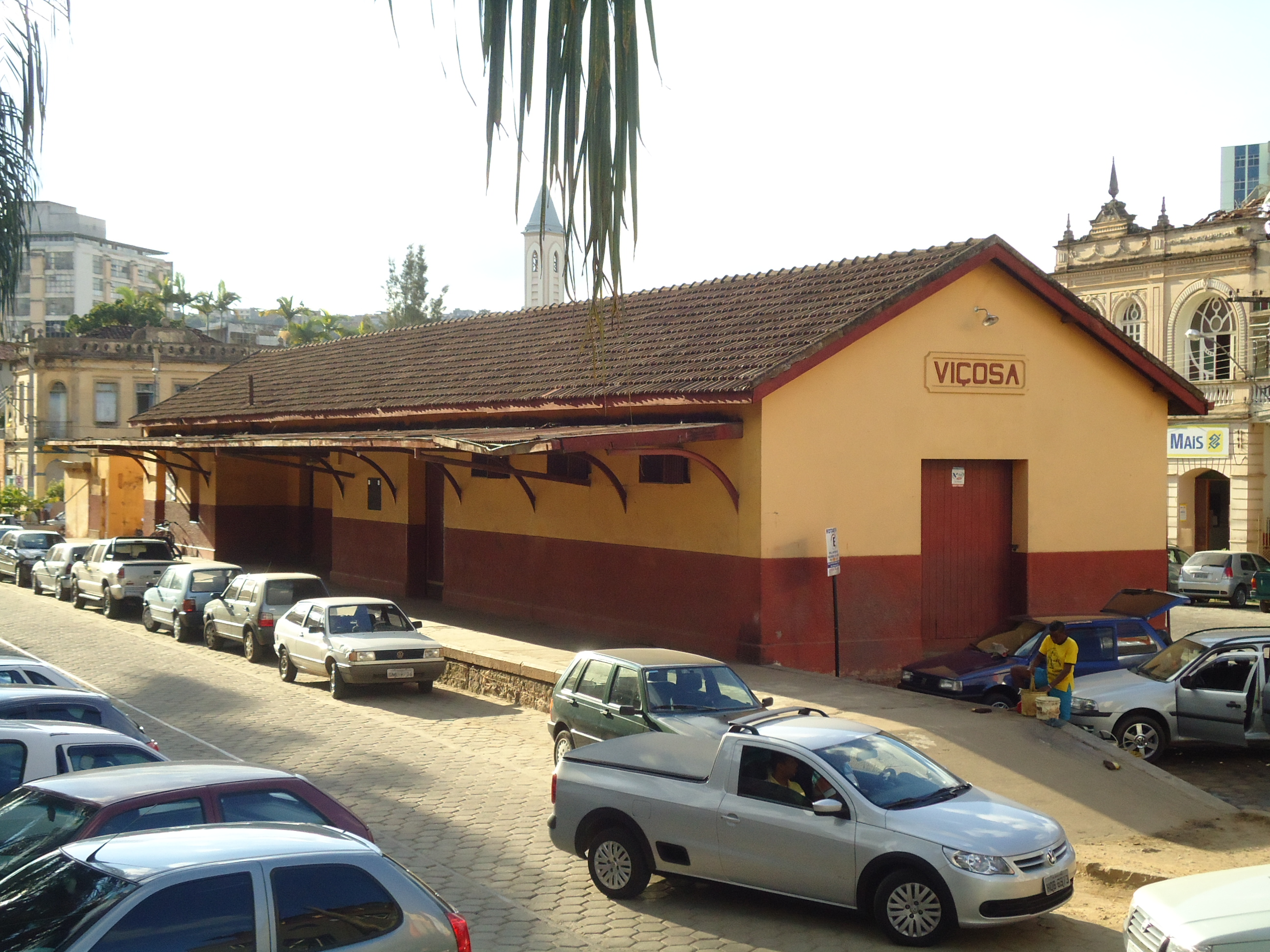
維索薩

維索薩（葡萄牙語：Viçosa）是巴西的城鎮，位於該國東南部，由米納斯吉拉斯州負責管轄，始建於1871年9月30日，面積299平方公里，海拔高度648米，2014年人口76,745，人口密度每平方公里256.33人。